# سنجب وسنجوب: رحلة إنقاذ صديق
سنجب وسنجوب: رحلة إنقاذ صديق (بالإنجليزية: Chip 'n Dale: Rescue Rangers)‏ هو فيلم كوميدي مغامرات أمريكي 2022 مبني على مسلسل سنجب وسنجوب: كتيبة النجدة. والفيلم من إخراج أكيفا شافر وبطولة جون مولايني، أندي سامبيرج، كيكي لين، ويل آرنيت وإريك بانا. عرض على منصة ديزني+ في 20 مايو 2022.